# Sigila
Sigila est une revue transdisciplinaire franco-portugaise sur le secret qui paraît en France depuis 1998.
Elle s’attache à esquisser les frontières, les relations, les échanges et les interférences entre le secret, l’énigme, le mystère, la dissimulation, le mensonge, l’intime, le silence, le mutisme, l’aveu, le déni…
Parrainée à sa naissance, entre autres, par Jacques Derrida, Françoise Héritier, Jean Starobinski et Pierre Vidal-Naquet, soutenue par la Fondation Maison des sciences de l'homme, elle est dirigée par Florence Lévi. 
Elle paraît au rythme de deux numéros par an, chaque numéro étant consacré à un aspect spécifique du secret.
Elle participe chaque année au Salon de la revue organisé par l'association Ent'revues, elle y anime des tables rondes comme elle en anime, entre autres, à la Fondation Calouste Gulbenkian, tant à la maison mère de Lisbonne qu'à sa délégation en France située à Paris.